# Кадубівська лійка (пам'ятка природи)
Ка́дубівська лі́йка — геологічна пам'ятка природи місцевого значення в Україні. Розташована в межах Кадубовецької сільської громади Чернівецького району Чернівецької області, на північний захід від села Кадубівці.
Площа 3,2 га. Статус присвоєно згідно з рішенням облвиконкому від 17.03.1992 року № 72. Перебуває у віданні: Кадубівецька сільська рада.
Статус присвоєно для збереження великої карстової лійки з поглинанням струмка.